# Каменка (Правдинський район)
Ка́менка (рос. Каменка), до 1928 року — Грос Пентлак, також Кацборн (нім. Groß Pentlack, Katzborn), до 1950 року — Пентлак (нім. Pentlack) — селище в Правдинському районі Калінінградської області Російської Федерації. Входить до складу Желєзнодорожного міського поселення.